# Platylabus volubilis
Platylabus volubilis là một loài tò vò trong họ Ichneumonidae.